# Campbell Award

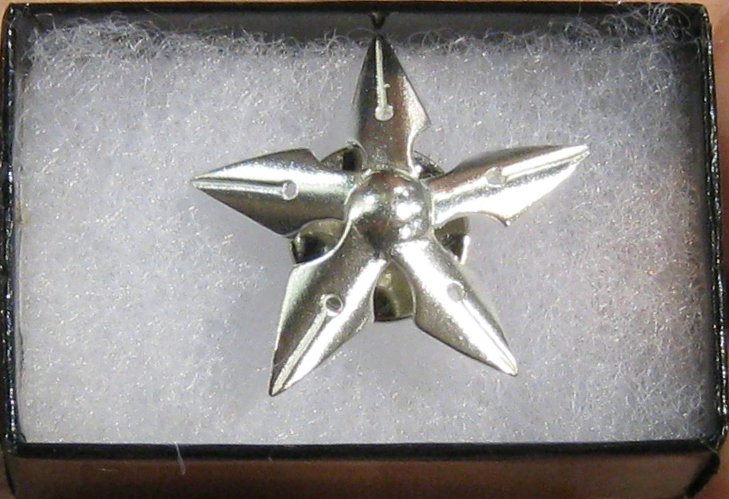
Speldje dat alle winnaars en genomineerden van de Campbell Award ontvangen

De John W. Campbell Award for the Best New Writer in Science Fiction wordt jaarlijks toegekend door de World Science Fiction Society aan de beste nieuwe sciencefiction- of fantasyschrijver. Diens eerste werk moet in de twee jaar daarvoor professioneel gepubliceerd zijn (gedefinieerd als minstens 10.000 kopieën).
De prijs is vernoemd naar John W. Campbell, de redacteur van het tijdschrift Astounding Stories, later hernoemd tot Analog Science Fiction and Fact.  Er is nog een prijs naar hem vernoemd, de John W. Campbell Memorial Award for Best Science Fiction Novel.

## De winnaars
- 2017 - Ada Palmer
- 2016 - Andy Weir
- 2015 - Wesley Chu
- 2014 - Sofia Samatar
- 2013 - Mur Lafferty
- 2012 - E. Lily Yu
- 2011 - Lev Grossman
- 2010 - Seanan McGuire
- 2009 - David Anthony Durham
- 2008 - Mary Robinette Kowal
- 2007 - Naomi Novik
- 2006 - John Scalzi
- 2005 - Elizabeth Bear
- 2004 - Jay Lake
- 2003 - Wen Spencer
- 2002 - Jo Walton
- 2001 - Kristine Smith
- 2000 - Cory Doctorow
- 1999 - Nalo Hopkinson
- 1998 - Mary Doria Russell
- 1997 - Michael A. Burstein
- 1996 - David Feintuch
- 1995 - Jeff Noon

- 1994 - Amy Thomson
- 1993 - Laura Resnick
- 1992 - Ted Chiang
- 1991 - Julia Ecklar
- 1990 - Kristine Kathryn Rusch
- 1989 - Michaela Roessner
- 1988 - Judith Moffett
- 1987 - Karen Joy Fowler
- 1986 - Melissa Scott
- 1985 - Lucius Shepard
- 1984 - R. A. MacAvoy
- 1983 - Paul O. Williams
- 1982 - Alexis A. Gilliland
- 1981 - Somtow Sucharitkul
- 1980 - Barry B. Longyear
- 1979 - Stephen R. Donaldson
- 1978 - Orson Scott Card
- 1977 - C. J. Cherryh
- 1976 - Tom Reamy
- 1975 - P. J. Plauger
- 1974 (ex aequo) - Spider Robinson, Lisa Tuttle
- 1973 - Jerry Pournelle